# Que parezca un accidente
Que parezca un accidente és una pel·lícula espanyola de comèdia d'humor negre del 2008 dirigida per Gerardo Herrero i protagonitzada per Carmen Maura i Federico Luppi. Fou rodada a Las Palmas de Gran Canària.

## Sinopsi
Pilar és una vídua feliç en la seva vida rutinaria que veu la seva vida pertorbada quan creu que el seu gendre Gregorio és infidel a la seva filla amb una altra filla, Marta. Disposada a acabar amb la situació i animada per la seva amiga Ángela, decideix resoldre el problema contractant a Arturo, un individu que ja s'havia encarregat de fer-les felices eliminant als seus marits.

## Repartiment
- Carmen Maura...	Pilar
- Federico Luppi 	...	Arturo
- José Luis García Pérez	...	Gregorio
- Marta Fernández Muro... Ángela
- Yaiza Guimaré... Marta

## Nominacions
- Premi Unión de Actores a la millor actriu protagonista de cinema: Carmen Maura.[3]